# زاویو
زاویو (انگلیسی: Zovio) شرکت آموزش آمریکایی است، که در سال ۲۰۰۴ تأسیس شد.